# 빅 왓슨
빅토르 마틴 왓슨(Victor Martin Watson, 1897년 11월 10일 ~ 1988년 8월 3일)은 웨스트햄 유나이티드에서 거의 모든 선수 생활을 보낸 잉글랜드의 축구 선수이다. 그는 1923년 잉글랜드 FA컵 결승전 등 통산 505경기에 출전해 326골을 넣은 골잡이다. 잉글랜드 국가대표로도 5경기에 출전해 4골을 득점했다. 사우샘프턴 FC에서 선수 생활을 마감했다.